# 锡尼亚克
锡尼亚克（法語：Signac，法語發音：[siɲak]）是法国上加龙省的一个市镇，属于圣戈当区。

## 地理
锡尼亚克（42°54'19"N, 0°37'42"E）面积3.51 平方千米，位于法国奧克西塔尼大區上加龙省，该省份为法国西南部内陆省份，西南端与西班牙接壤，自此顺时针与上比利牛斯省、热尔省、塔恩-加龙省、塔恩省、奥德省和阿列日省接壤。
与锡尼亚克接壤的市镇（或旧市镇、城区）包括：谢尔戈、埃斯巴雷什、巴绍、比尔加莱、比诺斯。

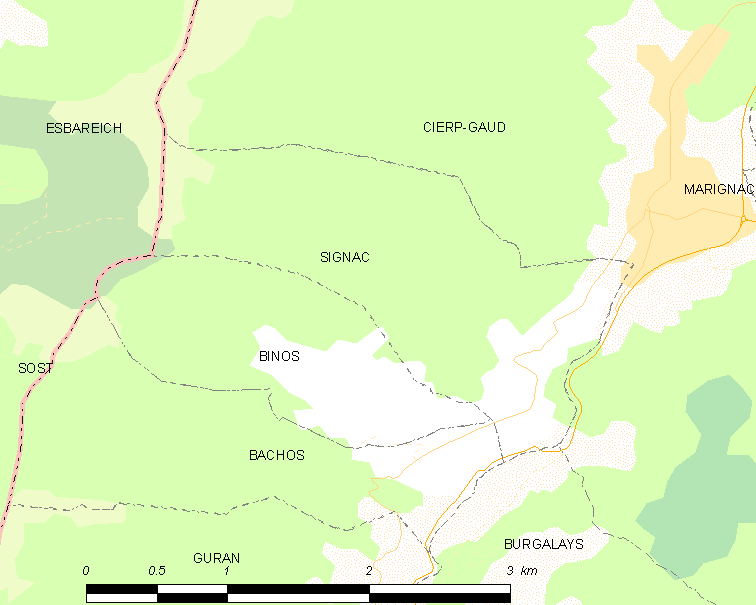
锡尼亚克的OSM定位图

锡尼亚克的时区为UTC+01:00、UTC+02:00（夏令时）。

## 行政
锡尼亚克的邮政编码为31440，INSEE市镇编码为31548。

## 政治
锡尼亚克所属的省级选区为巴涅尔德吕雄县。

## 人口

1962-2008年间锡尼亚克人口变化图示

锡尼亚克于2022年1月1日时的人口数量为41人。